# Bernard IV. od Cabrere
Bernard IV. (katalonski: Bernat IV de Cabrera; 1352. – Catània, Sicilija, 1423.) bio je katalonski plemić; vikont Cabrere, barun Montclúsa, grof Osone, vikont Basa te grof Muòrice.
Bio je sin (jedino dijete) vikonta Bernarda III. od Cabrere i njegove supruge, gospe Margarite od Foixa.

## Brakovi
Prva supruga Bernarda bila je gospa Timbor od Pradesa, kći Don Ivana Aragonskog i njegove supruge Sanče.
Ovo je popis djece Timbor i Bernarda:
- Bernard Ivan (očev nasljednik)[3]
- Sanča Ximenis[4]
- Timbor, žena baruna Ivana Ferrándeza d'Íxara y Centellesa
- Aldonça
- Leonora od Cabrere

Bernardova druga supruga bila je gospa Cecilija od Urgella (Cecília d'Urgell). Par je bio bez djece.
Bernardova djeca s konkubinama:
- Ramon
- Guerau
- Martinet
- Galceran
- Gastó
- Ivan
- Ponç (Poncije)